# Microdon brunneipennis
Microdon brunneipennis är en tvåvingeart som beskrevs av Huo, Ren och Zheng 2007. Microdon brunneipennis ingår i släktet myrblomflugor, och familjen blomflugor. Inga underarter finns listade i Catalogue of Life.